# 사부르 알리
사부르 알리(우르두어: صبور علی, 영어: Saboor Aly, 1995년 3월 3일 ~ )는 파키스탄의 배우이다.